# 岐阜県スポーツ・レクリエーション祭
岐阜県スポーツ・レクリエーション祭（ぎふけんスポーツ・レクリエーションさい）は、岐阜県でスポーツ・レクリエーション活動を楽しみ、交流を深めようと1991年から2006年まで行われていたスポーツ大会。略称は「スポレクぎふ」。
毎年秋にポイントオリエンテーリングやフライングディスクなど、誰でも参加可能な体験種目により行われていた。
2007年からは、財団法人岐阜県体育協会が岐阜県教育委員会との共催により行っていた岐阜県体育大会と統合し、新たに「岐阜県民スポーツ大会」として開催されている。

## 主催
- 岐阜県
- 財団法人岐阜県イベント・スポーツ振興事業団
- 岐阜県教育委員会